# Strouhalovo číslo
Strouhalovo číslo je podobnostní číslo, které se používá v oblasti nízkých hodnot Reynoldsova čísla (Re <300). Označuje se symbolem Sr a je bezrozměrné. Dává do souvislosti frekvenci vytváření vírů v úplavu za překážkou, její charakteristický rozměr a rychlost proudění. Číslo je pojmenované podle profesora Čeňka (Vincence) Strouhala, pocházejícího ze Seče.
Obvykle je určené vztahem:
{\displaystyle Sr={\frac {f\cdot L}{v}}},
- {\displaystyle L} — je charakteristický rozměr (m)
- {\displaystyle f} — je frekvence uvolňovaná vírem (Hz)
- {\displaystyle v} — je rychlost proudění (m·s−1).

Pro ustálené proudění má Strouhalovo číslo hodnotu 1.